# Miss France 2018
Miss France 2018 est la 88e élection de Miss France. Elle a lieu  le 16 décembre 2017 au Mach36 de Déols près de Châteauroux (Indre) pour la première fois et pour la quatrième fois dans la région Centre-Val de Loire. Retransmise à 21h00 sur TF1, l'émission est présentée par Jean-Pierre Foucault (pour la 23e année consécutive) et Sylvie Tellier, Miss France 2002 et ancienne directrice du comité Miss France (pour la 10e année consécutive). Ils sont accompagnés par Thierry Baumann au rappel des consignes de votes (pour la 7ème année consécutive).
Au terme de cette soirée, c'est Maëva Coucke, Miss Nord-Pas-de-Calais 2017, qui est élue Miss France 2018, succédant à Alicia Aylies, Miss Guyane 2016 et Miss France 2017, et devenant ainsi la 88e Miss France.

## Classement final
| Résultat Final   | Candidate | Concours internationaux                                 |
| ---------------- | --- | ------------------------------------------------------- |
| Miss France 2018 | - Nord-Pas-de-Calais — Maëva Coucke | - Top 12 à Miss Monde 2018 - Top 10 à Miss Univers 2019 |
| 1re dauphine     | - Corse — Eva Colas | - Non classée à Miss Univers 2018                       |
| 2e dauphine      | - Île-de-France — Lison di Martino |                                                         |
| 3e dauphine      | - Champagne-Ardenne — Safiatou Guinot |                                                         |
| 4e dauphine      | - Réunion — Audrey Chane Pao Kan |                                                         |
| Top 12           | - Aquitaine — Cassandra Jullia (5e dauphine) - Guyane — Ruth Briquet (6e dauphine) - Languedoc-Roussillon — Alizée Rieu - Martinique — Laure-Anaïs Abidal - Provence — Kleofina Pnishi (en) - Limousin — Anaïs Berthomier - Rhône-Alpes — Dalida Benaoudia |                                                         |

## Ordre d'annonce des finalistes
| 1. Languedoc-Roussillon, annoncée par Jean-Pierre Foucault 2. Martinique, annoncée par Sylvie Tellier 3. Provence, annoncée par Alicia Aylies 4. Limousin, annoncée par Jean-Pierre Foucault 5. Île-de-France, annoncée par Sylvie Tellier 6. Corse, annoncée par Alicia Aylies 7. Aquitaine, annoncée par Jean-Pierre Foucault 8. Réunion, annoncée par Sylvie Tellier 9. Champagne-Ardenne, annoncée par Alicia Aylies 10. Rhône-Alpes, annoncée par Jean-Pierre Foucault 11. Nord-Pas-de-Calais, annoncée par Sylvie Tellier 12. Guyane, annoncée par Alicia Aylies | 1. Île-de-France, annoncée par Jean-Pierre Foucault 2. Nord-Pas-de-Calais, annoncée par Sylvie Tellier 3. Réunion, annoncée par Alicia Aylies 4. Champagne-Ardenne, annoncée par Jean-Pierre Foucault 5. Corse, annoncée par Sylvie Tellier |

## Déroulement
Le thème est la fête.

### Ordre des tableaux
| Tableau                                        | Candidates                       |
| ---------------------------------------------- | -------------------------------- |
| Les régions en fête                            | Ouverture (30 candidates)        |
| La fête foraine                                | Premier groupe (10 candidates)   |
| La fête du 14 juillet                          | Deuxième groupe (10 candidates)  |
| La fête de la musique                          | Troisième groupe (10 candidates) |
| Le carnaval : Maillot de bain une pièce        | 30 candidates                    |
| La fête de la rose : Hommage à Johnny Hallyday | 30 candidates                    |
| Coachella : Maillot de bain deux pièces        | 12 demi-finalistes               |
| La fête des fleurs                             | 5 finalistes                     |
| Robe de soirée                                 | 5 finalistes                     |

## Préparation
Le voyage de préparation des candidates a lieu aux États-Unis, plus précisément dans les villes de  Palm Springs et de  Los Angeles, dans le sud de la Californie. Elles y ont notamment passé le test de culture générale dont Eva Colas (Miss Corse) est arrivée première avec une note de 18/20 , suivie d'Anaïs Berthomier (Miss Limousin), Anne Halbwachs (Miss  Auvergne) et Ruth Briquet (Miss Guyane) arrivées ex aequo avec une note de 17/20.

## Jury
| Membre                            | Membre                                 | Notes                                 |
| --------------------------------- | -------------------------------------- | ------------------------------------- |
| Jean-Paul Gaultier                | Jean-Paul Gaultier (président du jury) | Couturier                             |
| Iris Mittenaere                   | Iris Mittenaere (présidente du jury)   | Miss France 2016 et Miss Univers 2016 |
| Nolwenn Leroy                     | Nolwenn Leroy                          | Chanteuse                             |
|                                   | Agustín Galiana                        | Comédien                              |
| L'animatrice de Europe 1 en 2012. | Anne Roumanoff                         | Humoriste                             |
|                                   | Lorie                                  | Chanteuse, comédienne                 |
|                                   | Vincent Clerc                          | Rugbyman                              |

## Candidates
| région                        | Nom                    | Âge    | Taille                 | Résidence                         | Élue le                                  | Groupe | Classement final                         |
| ----------------------------- | ---------------------- | ------ | ---------------------- | --------------------------------- | ---------------------------------------- | ------ | ---------------------------------------- |
| Miss Alsace                   | Joséphine Meisberger   | 21 ans | 1,70 m                 | Colmar                            | 3 septembre 2017 à Kembs                 | 2      |                                          |
| Miss Aquitaine                | Cassandra Jullia       | 18 ans | 1,72 m                 | Orthevielle                       | 7 octobre 2017 à Anglet                  | 2      | 5e dauphine                              |
| Miss Auvergne                 | Marie-Anne Halbwachs   | 19 ans | 1,81 m                 | Riom                              | 16 septembre 2017 à Montluçon            | 1      |                                          |
| Miss Bourgogne                | Mélanie Soarès         | 23 ans | 1,72 m                 | Nevers                            | 17 septembre 2017 à Nevers               | 1      |                                          |
| Miss Bretagne                 | Caroline Lemée         | 24 ans | 1,77 m                 | Rennes                            | 29 septembre 2017 à Saint-Pol-de-Léon    | 2      |                                          |
| Miss Centre-Val de Loire      | Marie Thorin           | 20 ans | 1,77 m                 | Mennetou-sur-Cher                 | 20 octobre 2017 à Déols                  | 1      |                                          |
| Miss Champagne-Ardenne        | Safiatou Guinot        | 20 ans | 1,70 m                 | Reims                             | 22 septembre 2017 à Charleville-Mézières | 2      | 3e dauphine                              |
| Miss Corse                    | Eva Colas              | 21 ans | 1,70 m                 | Bastia[réf. souhaitée]            | 8 septembre 2017 à Porticcio             | 1      | 1re dauphine Prix de la culture générale |
| Miss Côte d'Azur              | Julia Sidi Atman       | 21 ans | 1,79 m                 | Cannes                            | 31 juillet 2017 à Vallauris              | 2      |                                          |
| Miss Franche-Comté            | Mathilde Klinguer      | 22 ans | 1,77 m                 | Pont-de-Roide-Vermondans          | 22 octobre 2017 à Port-sur-Saône         | 2      | Prix de l'élégance                       |
| Miss Guadeloupe               | Johane Matignon        | 18 ans | 1,75 m                 | Saint-François                    | 22 juillet 2017 au Gosier                | 2      |                                          |
| Miss Guyane                   | Ruth Briquet           | 24 ans | 1,73 m                 | Cayenne                           | 28 octobre 2017 à Cayenne                | 3      | 6e dauphine                              |
| Miss Île-de-France            | Lison Di Martino       | 19 ans | 1,72 m[réf. souhaitée] | La Houssaye-en-Brie               | 14 octobre 2017 à Provins                | 1      | 2e dauphine                              |
| Miss Languedoc-Roussillon     | Alizée Rieu            | 21 ans | 1,73 m                 | Vallabrix                         | 5 août 2017 à Vias                       | 1      | Top 12                                   |
| Miss Limousin                 | Anaïs Berthomier       | 19 ans | 1,71 m                 | Couzeix                           | 15 septembre 2017 à Limoges              | 1      | Top 12                                   |
| Miss Lorraine                 | Cloé Cirelli           | 21 ans | 1,72 m                 | Amanvillers                       | 2 septembre 2017 à Épinal                | 2      | Prix du costume régional                 |
| Miss Martinique               | Laure-Anaïs Abidal     | 21 ans | 1,74 m                 | Fort-de-France                    | 21 juillet 2017 à Fort-de-France         | 1      | Top 12                                   |
| Miss Mayotte                  | Vanylle Emasse         | 20 ans | 1,70 m                 | Majicavo Lamir                    | 25 août 2017 à Pamandzi                  | 3      |                                          |
| Miss Midi-Pyrénées            | Anaïs Dufillo-Medellel | 19 ans | 1,71 m                 | Auch                              | 6 octobre 2017 à Bruguières              | 3      | Prix du maillot de bain                  |
| Miss Nord-Pas-de-Calais       | Maëva Coucke           | 23 ans | 1,76 m                 | Ferques                           | 23 septembre 2017 à Orchies              | 3      | Miss France 2018                         |
| Miss Normandie                | Alexane Dubourg        | 20 ans | 1,70 m                 | Cairon                            | 13 octobre 2017 à Tinchebray-Bocage      | 1      |                                          |
| Miss Nouvelle-Calédonie       | Lévina Napoléon        | 19 ans | 1,71 m                 | Pouembout                         | 19 août 2017 à Païta                     | 3      |                                          |
| Miss Pays de Loire            | Chloé Guémard          | 20 ans | 1,75 m[réf. souhaitée] | Olonne-sur-Mer                    | 30 septembre 2017 à Gorron               | 3      |                                          |
| Miss Picardie                 | Paoulina Prylutska     | 19 ans | 1,70 m                 | Compiègne                         | 15 octobre 2017 à Beauvais               | 3      | Prix de la photogénie                    |
| Miss Poitou-Charentes         | Ophélie Forgit         | 20 ans | 1,71 m                 | Arvert                            | 8 octobre 2017 à La Rochelle             | 3      |                                          |
| Miss Provence                 | Kleofina Pnishi (en)   | 23 ans | 1,70 m                 | Peyrolles-en-Provence             | 29 juillet 2017 à Cogolin                | 1      | Top 12                                   |
| Miss Réunion                  | Audrey Chane-Pao-Kan   | 19 ans | 1,71 m                 | Saint-Joseph                      | 26 août 2017 à Saint-Denis               | 2      | 4e dauphine                              |
| Miss Rhône-Alpes              | Dalida Benaoudia       | 24 ans | 1,78 m                 | Lyon[réf. souhaitée]              | 21 octobre 2017 à Bourg-en-Bresse        | 3      | Top 12                                   |
| Miss Saint-Pierre-et-Miquelon | Héloïse Urtizbéréa     | 18 ans | 1,80 m                 | Miquelon-Langlade[réf. souhaitée] | 7 juillet 2017 à Saint-Pierre            | 3      |                                          |
| Miss Tahiti                   | Turouru Temorere       | 21 ans | 1,70 m                 | Arue                              | 23 juin 2017 à Papeete                   | 2      | Prix de la sympathie                     |

## Classement

### Premier tour
Un jury composé de partenaires (internes et externes) de la société Miss France pré-sélectionne 12 jeunes femmes, lors d'un entretien qui s'est déroulé le 13 décembre trois jours avant l'élection. Ce dernier prend en compte : l'éloquence de la Miss, son physique et son résultat au test de culture générale.
| N° attribué | Candidate                 | Groupe |
| ----------- | ------------------------- | ------ |
| 1           | Miss Languedoc-Roussillon | 1      |
| 2           | Miss Martinique           | 1      |
| 3           | Miss Provence             | 1      |
| 4           | Miss Limousin             | 1      |
| 5           | Miss Île-de-France        | 1      |
| 6           | Miss Corse                | 1      |
| 7           | Miss Aquitaine            | 2      |
| 8           | Miss Réunion              | 2      |
| 9           | Miss Champagne-Ardenne    | 2      |
| 10          | Miss Rhône-Alpes          | 3      |
| 11          | Miss Nord-Pas-de-Calais   | 3      |
| 12          | Miss Guyane               | 3      |

Remarques :
- Pour la première fois, l'annonce se fait par groupe et les Miss sélectionnées se présentent directement après leur annonce.
- Dans chaque groupe de 10, il est préalablement annoncé le nombre de Miss sélectionnées.

### Deuxième tour
Le jury à 50 % et le public à 50 % choisissent les cinq candidates qui peuvent encore être élues. Un classement de 1 à 12 est établi pour chacune des deux parties. Une première place vaut 12 points, une seconde 11 points, et la dernière 1 point, même si deux miss arrivent à égalité. L’addition des deux classements est alors faite. Les cinq premières restent en course. En cas d’égalité, c’est le classement du jury qui prévaut.
| Miss                      | Public | Jury | Total |
| ------------------------- | ------ | ---- | ----- |
| Miss Île-de-France        | 10     | 12   | 22    |
| Miss Nord-Pas-de-Calais   | 12     | 9    | 21    |
| Miss Réunion              | 9      | 11   | 20    |
| Miss Champagne-Ardenne    | 8      | 11   | 19    |
| Miss Corse                | 11     | 4    | 15    |
| Miss Aquitaine            | 5      | 9    | 14    |
| Miss Guyane               | 7      | 4    | 11    |
| Miss Languedoc-Roussillon | 4      | 6    | 10    |
| Miss Martinique           | 6      | 4    | 10    |
| Miss Provence             | 2      | 7    | 9     |
| Miss Limousin             | 3      | 6    | 9     |
| Miss Rhône-Alpes          | 1      | 4    | 5     |

### Dernier tour
Le public est seul à intervenir lors de cette dernière étape.
| Candidates              | Résultats |
| ----------------------- | --------- |
| Miss Nord-Pas-de-Calais | 29,20 %   |
| Miss Corse              | 25,26 %   |
| Miss Île-de-France      | 18,18 %   |
| Miss Champagne-Ardenne  | 15,17 %   |
| Miss Réunion            | 12,19 %   |

### Prix attribués
| Prix                        | Candidates                                             |
| --------------------------- | ------------------------------------------------------ |
| Prix de la culture générale | Miss Corse – Eva Colas (18/20)                         |
| Prix du costume régional    | Miss Lorraine - Cloé Cirelli (créateur : Maël Charton) |
| Prix de la photogénie       | Miss Picardie – Paoulina Prylutska                     |
| Prix de l'élégance          | Miss Franche-Comté – Mathilde Klinguer                 |
| Prix du maillot de bain     | Miss Midi-Pyrénées – Anaïs Dufillo-Medellel            |
| Prix de la sympathie        | Miss Tahiti – Turouru Temorere                         |

## Polémiques
- Miss Nord Pas de Calais : un scandale lancé par l'avis de Geneviève de Fontenay vient remettre en doute l'élection de Miss France 2018, la candidate ayant une couleur de cheveux non naturelle. Cependant, le comité Miss France la défend par le fait que le règlement a changé depuis le départ de la dame au chapeau[61].
- Miss Franche-Comté : Mathilde Klinguer, pourtant favorite, déclare après l'élection qu'elle a annoncé au jury de présélection s'être « rendu compte durant la préparation en Californie ne pas vouloir être Miss France mais vouloir tout de même offrir à sa région un classement », ce qui l'a automatiquement écartée du top 12. Elle obtient tout de même le Prix de l'élégance. Un autre scandale éclate six jours plus tard quand l'ancienne Miss Franche-Comté 2012, Charlène Michaut dénonce de la tricherie de la part de la déléguée régionale du comité Miss Franche-Comté et donc « le trucage de sa propre élection ». Ses accusations sont accompagnées de celles de Fanny Trimaille, dauphine de Mathilde Klinguer accusant elle aussi la déléguée régionale de tricherie en faveur de Mathilde Klinguer. Sylvie Tellier dénonce la rancœur de certaines miss et une pression absurde sur Anne-Laure Vouillot la déléguée régionale franc-comtoise. Elle assure que l'équité est toujours respectée, le scandale prend des proportions beaucoup trop grandes. Endemol est intervenu auprès de L'Est Républicain en se défendant par le fait qu’il y ait un huissier de justice et que celui-ci ne peut pas déterminer les liens entre le jury et les candidates. Après le scandale autour de Mathilde Klinguer, le comité Miss Franche-Comté lui laisse son titre. C'est entre autres la troisième fois qu'une Miss Franche-Comté favorite au titre connaît un scandale : Johanne Kervella Miss Franche-Comté 2008, Sabrina Halm Miss Franche-Comté 2010 et Mathilde Klinguer Miss Franche-Comté 2017[62],[63],[64],[65].

## Observations